# Georges Lagrange (évêque)
Pour les articles homonymes, voir Georges Lagrange (espérantiste) et Lagrange.
Georges Lagrange, né le 23 novembre 1929 à Châtillon-sur-Chalaronne (Ain) et mort le 11 décembre 2014 à Bourg-en-Bresse, est un évêque français, évêque de Gap de 1988 à 2003.

## Biographie
Entré au Grand séminaire de Belley, Georges Lagrange a poursuivi ses études en vue de la prêtrise au séminaire universitaire de Lyon. Il a été ordonné prêtre le 29 juin 1955 pour le diocèse de Belley-Ars.
Après avoir été vicaire à Bourg-en-Bresse et aumônier de mouvements d'action catholique, il est parti en 1964 en Algérie comme aumônier national (Fidei donum) de l’Action catholique rurale.
De retour en France, il est aumônier national adjoint du mouvement Chrétien dans le monde rural de 1966 à 1972 avant de devenir curé de Saint-Didier-d'Aussiat, de Saint-Sulpice et Curtafond dans son diocèse de Belley-Ars). Il exerce son ministère comme prêtre Fidei donum, une seconde fois de 1983 à 1986. Il est responsable diocésain de la catéchèse à Dakar au Sénégal dont l'archevêque est le cardinal Hyacinthe Thiandoum. À son retour, il est nommé curé de Montluel.
Nommé évêque de Gap le 11 juillet 1988, il est consacré le 18 septembre de la même année par le cardinal Hyacinthe Thiandoum. Devenu évêque l'année du schisme lefebvriste et de la parution du motu proprio Ecclesia Dei, ses positions favorables aux mouvements traditionalistes suscitent des difficultés dans son diocèse. Dans un entretien à l'hebdomadaire local Semaine Hautes-Alpes, il affirme vouloir insister sur la place des laïcs avec les prêtres du diocèse : « Ce n'est pas ou les prêtres ou les laïcs, c'est les prêtres et les laïcs ». Le diocèse proposera une formation sur deux ans aux laïcs engagés dans la vie de leur Église diocésaine. En 1999, Georges Lagrange demande, à Rome, une visite canonique conduite en 1999 par Bernard Panafieu, archevêque de Marseille et qui se solde par un bilan critique de son action pastorale.
Il se retire le 18 novembre 2003 dans son diocèse natal de Belley-Ars et meurt le 11 décembre 2014.

## Œuvres
- Baptisez-les !, contribution au débat pastoral sur le baptême des petits enfants, avec Robert Pannet et Antoine Reneaume, Paris, France-Empire, 1981.
- Verbe de Dieu et langage humain, Paris, Association sacerdotale "Lumen gentium", 1984.
- Le prêtre, « un homme qui tient la place de Dieu », Paris, Association sacerdotale "Lumen gentium", 1989.
- Espoir et espérance. Les chrétiens de Russie, Paris, AS Lumen gentium, 1993.
- Problèmes doctrinaux d'actualité, avec le cardinal Ratzinger, Paris, Association sacerdotale "Lumen gentium", 1994.
- Les journées fraternelles de l'A.S.L.G., en collab., Paris, Association sacerdotale "Lumen gentium", 1995.
- Religion, culture, foi, actes du colloque à Notre-Dame-du-Laus... 10-12 septembre 1996, avec Paul Poupard ; Laval et Nantes, Siloë, 1997.
- Je crois, Recloses, Paroi-services, 1998.
- Gloire au Père par le Fils dans l'Esprit saint : la vie chrétienne, vie trinitaire et eucharistique, Paris, Éd. de Paris, 2001.
- Quels changements dans les sociétés rurales ? in Cahiers professions libérales et techniciennes, n° 120, 2e trimestre 1971.

## Sources
- « Visite canonique à Gap ; Le parcours de Mgr Lagrange  », La Croix,‎ 15 octobre 1998 (lire en ligne) ; « Je suis évêque sans l'avoir demandé », La Croix,‎ 15 octobre 1998 (lire en ligne) ; « Le diocèse de Gap veut surmonter son malaise », La Croix,‎ 15 octobre 1998 (lire en ligne).
- « Mgr Georges Lagrange annonce son maintien à Gap », La Croix,‎ 3 mai 1999 (lire en ligne).
- « Les prêtres du diocèse de Gap se sont rassemblés avec leur évêque », La Croix,‎ 10 mai 1999 (lire en ligne).
- « Le diocèse de Gap devra prendre un nouveau départ », La Croix,‎ 11 mai 1999 (lire en ligne).
- « Après l’enquête canonique sur Mgr Lagrange - L’évêque confirmé », La Vie, no 2802,‎ 13 mai 1999 (lire en ligne).
- « Un évêque sous surveillance », La Vie,‎ 17 juin 1999 (lire en ligne).
- « L'espérance de l'Eglise de Gap  », La Croix,‎ 23 juillet 1999 (lire en ligne).
- « L'évêque de Gap hospitalisé après un accident cérébral », La Croix,‎ 24 février 2003 (lire en ligne).
- Bernard Fonteneau (Curé de Montluel (01)), « L'abbé Georges Lagrange nommé évêque de Gap », Semaine Hautes-Alpes,‎ 15-22 juillet 1988, p. 7.
- Laurent Frölich, Les catholiques intransigeants en France, Éditions L'Harmattan, 2002 (lire en ligne), p. 259-260.
- Luc-André Biarnais, « Lagrange (Georges) », dans sous la direction de Dominique Marie Dauzet et Frédéric Le Moigne, Dictionnaire des évêques de France au XXe siècle, Le Cerf, 2010, p. 384.